# I det gula och blå
I det gula och blå är en EP av det svenska vikingarockbandet Njord. Skivan släpptes den 26 juli 2018 under Njord Music AB.

## Låtlista
| Nr           | Titel              | Längd |
| ------------ | ------------------ | ----- |
| 1.           | I det gula och blå | 3:12  |
| 2.           | Hör mig Oden       | 4:01  |
| 3.           | Folkhemsideal      | 3:03  |
| 4.           | Frihetens båge     | 4:34  |
| Total längd: | Total längd:       | 14:50 |

## Medverkande
- Mathias Hellhoff - Sång & Gitarr
- Nicklas Ek - Gitarr
- Stefan Johansson - Bas & Körsång
- Patrik Björkmann - Trummor